# Berlin Brass Quintet
Das Berlin Brass Quintet ist ein Blechbläserensemble, bestehend aus Mitgliedern aus dem europäischen Raum.

## Geschichte
Das Quintett wurde im Jahr 2012 durch die beiden Trompeter Dominik Gaus und Timofej Stordeur initiiert, zwei ehemalige Studierende der Hochschule für Musik „Hanns Eisler“ Berlin. Hauptaugenmerk liegt auf Originalliteratur für Blechbläserquintett.
Neben Konzerten spielt das Quintett regelmäßig Umrahmungen bei diversen Veranstaltungen und Festakten in Berlin.
Am 24. Oktober 2017 spielte das Ensemble die Deutsche Nationalhymne bei der konstituierenden Sitzung des Deutschen Bundestags.
Das Ensemble ist nicht zu verwechseln mit der in den 1970er Jahren bestehenden Gruppe „Das Berliner Blechbläserquintett“ (Englisch „The Berlin Brass Quintet“).

## Diskografie
- 2016 – United[7]